# Kapitálky

Text s využitím kapitálek (vlevo kapitálky pravé, vpravo nepravé)

Kapitálky jsou vyznačovací řez písma latinky, u kterého mají písmena tvar verzálek (velkých písmen), avšak velikost běžných malých písmen, minuskulí.

## Pravé a nepravé kapitálky
Kapitálky jsou samostatným řezem písma, nejsou jen zmenšenou kopií znaků základního řezu. Tloušťka tahů bývá stejná jako u odpovídajících minuskulí. Pokud není k dispozici kapitálkový řez písma (případně ho program neumí využít), umožňují některé programy vykreslit „nepravé kapitálky“ tím, že použijí základní řez, který o něco zmenší (typicky na zhruba 70–75 % původní velikosti). Takto zmenšené verzálky se však od pravých kapitálek liší v tloušťce tahů, proporcích znaků a mezer mezi nimi. Nepravé kapitálky proto v textu vypadají světleji než okolní text.

## Použití
Kapitálky se používají pro vyznačování, tzn. zvýraznění či odlišení částí textu, obdobně jako kurzíva. Kapitálky se často používají pro vyznačení jmen nebo názvů, protože vzbuzují slavnostní až honosný dojem. V anglofonním prostředí se kapitálky někdy používají pro zkratky a akronymy uprostřed běžného textu (s výjimkou osobních jmen), např. NATO. Kapitálky se také používají pro vyznačení počátku kapitoly (případně s iniciálou), kdy je jimi zvýrazněna první řádka či fráze.
Pro použití kapitálek existují v některých jazycích zvláštní pravidla. Například v němčině dlouho neexistovalo verzálkové ß (ostré s), což, aplikováno pro kapitálky, vyžadovalo a stále ve velké míře vyžaduje místo ß sázet ss. Některé sázecí programy dokáží při použití pravých kapitálek v odpovídajícím formátu písma takové úpravy provést automaticky. (Potřeba verzálkového ß a nesystematické používání jeho návrhů nakonec vedlo k jeho zavedení i do německých a mezinárodních norem, např. ISO/IEC 10646, a souboru Unicode (U+1E9E "LATIN CAPITAL LETTER SHARP S"), a k zavedení jeho používání i v některých periodických tiskovinách, např. v samotném titulu Gießener Zeitung. Běžné to však zatím není a neodpovídá to ani závazným pravidlům německého pravopisu.)
Sada Unicode obsahuje kapitálky k celé latinské abecedě (byť v různých sekcích), kromě písmene X:
ᴀ, ʙ, ᴄ, ᴅ, ᴇ, ꜰ, ɢ, ʜ, ɪ, ᴊ, ᴋ, ʟ, ᴍ, ɴ, ᴏ, ᴘ, ꞯ, ʀ, ꜱ, ᴛ, ᴜ, ᴠ, ᴡ, ʏ, ᴢ